# خانه رحیم‌زاده، سنندج
خانه رحیم زاده سنندج مربوط به دوره قاجار است و در سنندج، محله سر تپوله، خیابان صلاح الدین ایوبی واقع شده و این اثر در تاریخ ۷ مهر ۱۳۸۱ با شمارهٔ ثبت ۶۴۱۰ به‌عنوان یکی از آثار ملی ایران به ثبت رسیده است.